# Klaus Maier (Politiker)

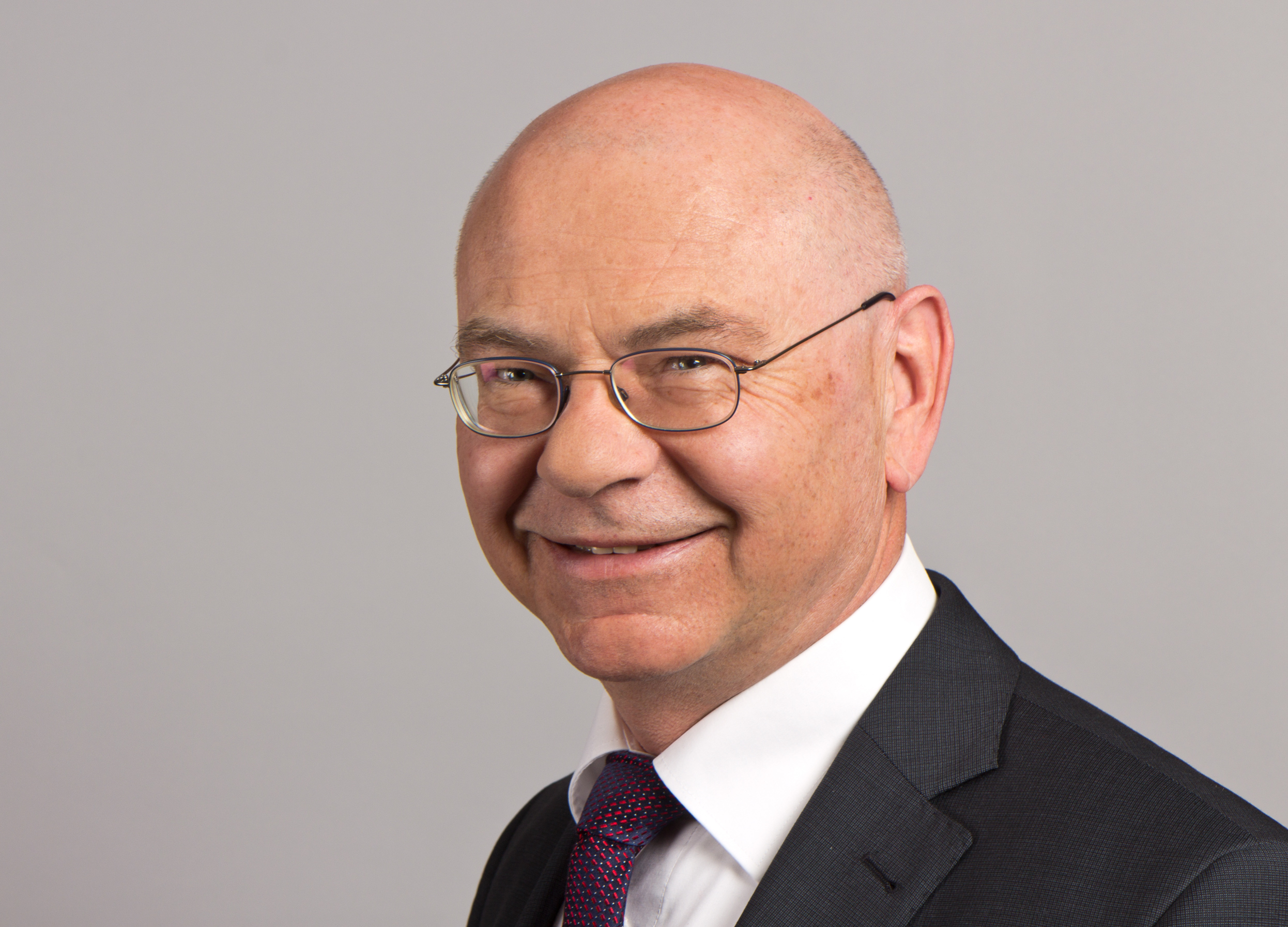
Klaus Maier (2013)

Klaus Maier (* 16. März 1956 in Nattheim) ist ein deutscher Politiker der SPD und ehemaliger Abgeordneter im Landtag Baden-Württemberg.

## Ausbildung und Beruf
Klaus Maier besuchte von 1963 bis 1966 die Volksschule in Nattheim und von 1966 bis 1972 die Realschule in Heidenheim. Nach dem Realschulabschluss 1972 machte er von 1972 bis 1975 eine Ausbildung zum gehobenen Verwaltungsdienst beim Bürgermeisteramt Nattheim und beim Landratsamt Heidenheim. Von 1975 bis 1977 studierte er an der Fachhochschule für Öffentliche Verwaltung in Stuttgart mit Abschluss als Diplomverwaltungswirt (FH). Von 1977 bis 1983 arbeitete er bei der Stadtverwaltung Aalen. Danach war er von 1983 bis 1986 Stadtkämmerer der Stadt Oberkochen.

## Politik
Klaus Maier trat 1976 in die SPD ein. 1986 wurde er zum Bürgermeister in Heubach gewählt. Seither war er auch Verbandsvorsitzender der Verwaltungsgemeinschaft Rosenstein. Beide Ämter legte er 2011 nach seiner Wahl in den Landtag nieder. Im Bürgermeisteramt folgte ihm Frederick Brütting nach. Dem Kreistag des Ostalbkreises gehörte er von 2004 bis 2011 an, zeitweilig als Vorsitzender seiner Fraktion.
Bei der Landtagswahl in Baden-Württemberg 2011 errang er ein Zweitmandat im Landtagswahlkreis Schwäbisch Gmünd; bei der Landtagswahl in Baden-Württemberg 2016 konnte er sein Zweitmandat jedoch nicht verteidigen und war im nächsten Landtag nicht mehr vertreten.
Im März 2018 wurde Klaus Maier zum Präsidenten des Württembergischen Radsportverbands gewählt. Er ist passionierter Radsportler in einem Verein und hatte als Heubacher Bürgermeister das Mountainbike-Event „Bike the Rock“ initiiert.

## Familie und Privates
Klaus Maier ist evangelisch. Er ist mit Karin Seiz-Maier verheiratet und Vater von zwei Töchtern.